# ラーン人

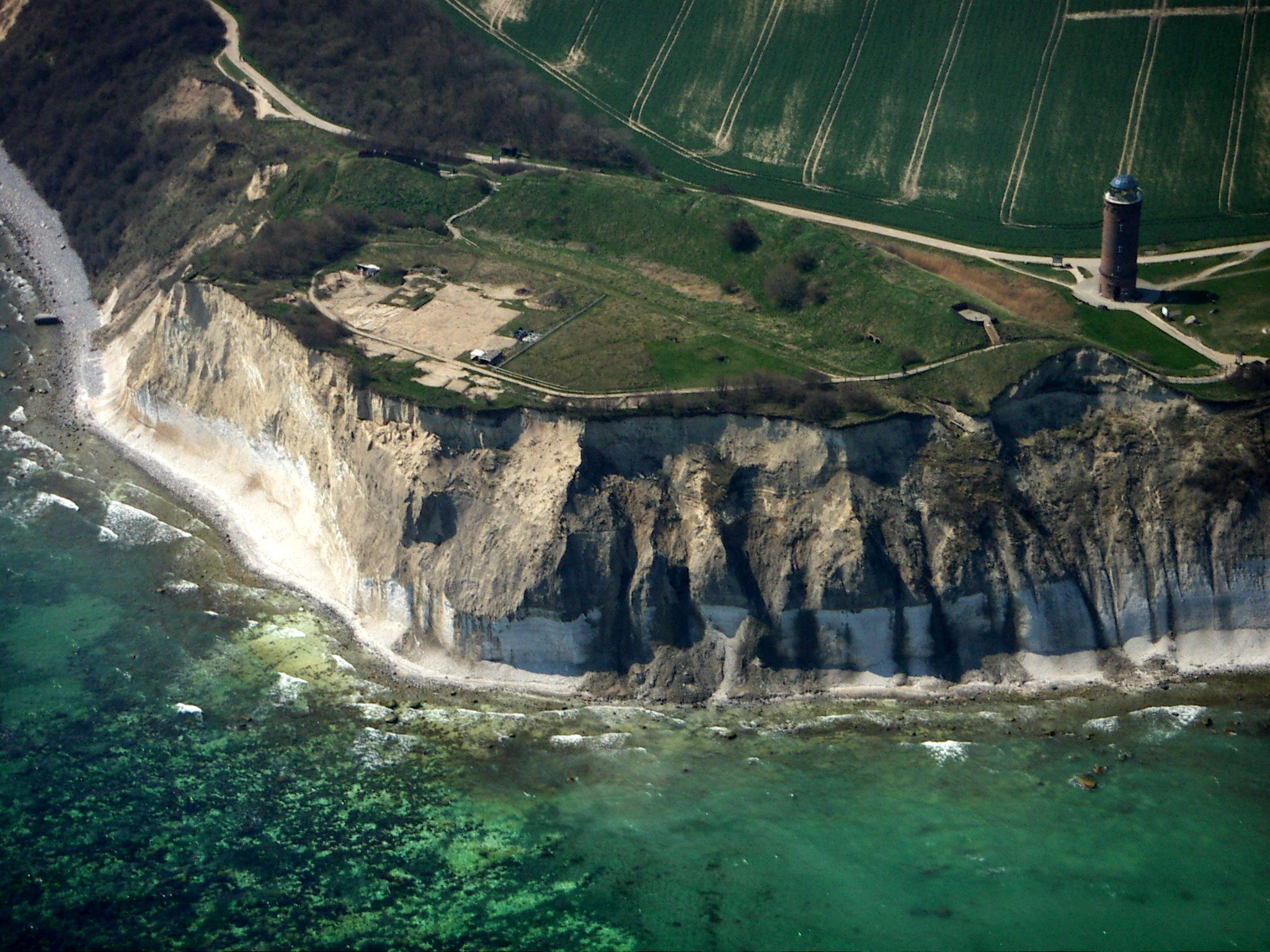
アルコナ岬にある防備定住地跡。

ラーン人あるいはリュギア人（英：Rani, Rujyani 独：Ranen, Rujanen）は今日のドイツ北東部、1500年前はゲルマン系ルギ人（en:Rugi）の領地だったリューゲン島及び南西に隣接するドイツ本土のシュトラールズントを本拠地とする西スラヴ人の部族の1つであった。ラーン人は神聖ローマ帝国の東方植民（en:Ostsiedlung）が始まる11世紀から12世紀にかけて最も力のあるスラヴ人の一族であり、キリスト教化及びドイツ同化に抵抗しスラヴの信仰を守ろうとした最後のスラヴ人でもあった。

## 定住地
民族移動時代の終わり頃、かつて東ゲルマン人が住んでいた地域がスラヴ人に定住地として見いだされた。リューゲン島とそれに隣接する本土の場合、記録に先に現れるのはルギ人でスラヴ人が登場するのは7世紀初期である。しかし、この地域への定住は継続的に行なわれていた為、残留していたルギ人は次第に同化したようである。「Rugians」が「Ru(ja)nes」になったように、ルギ族の名前も新しく来たスラヴ人の一族の名前の中に残ったものと考えられる。

## 信仰
ラーン族は多神教を信仰していたが、それらの神はみな複数の顔を持っていた。彼らは背の高い木の神像をそれぞれの神殿に納めて崇拝していた。これらの中で最も強い神は4つの頭を持つスヴェントヴィトで、ウィット島（de:Wittow）の最北部のアルコナ岬に神殿があった。レトラ（en:Rethira）の神殿が1068年ないし1069年にドイツ人に破壊された後、アルコナの神殿はラーン人だけではなく他のバルト海沿岸に住むヴェンド人にも崇拝されるようになった。
他の神に今日のサガルト(de:Sagard）近郊にあるヤスムント（Jasmund）に神殿があったチェルノボグ、中心地カレンツァに神殿があったリュギエヴィト（en:Rugiewit）、ポレヴィト（en:Porewit）、ポレヌト（en:Porenut）もラーン人の間で信仰されていた。
武力によるキリスト教化の後、神殿は修道院や教会に置き換えられた。リューゲンのアルテンキルヘン（de:Altenkirchen）にはアルコナから持ち込まれたスヴェントヴィトの祭司が彫刻された石がある。

## 行政と文化
ラーン人の行政の中心地はカレンツァ（de:Charenza）だったが、現在はヴェンツァーレ・バーグヴァル（Venzer Burgwall）という地名で非居住地域となっている。ラーン侯は現在のベルゲン・アウフ・リューゲン（en:Bergen）近郊のリューガルト（en:Rugard）の砦に住んだ。ラーン人の領内には砦がいくつかあったがいずれも木と泥で作られた環状の防壁が備えられていた。それらの砦は村や宗教的な場所を防御の役割を果たしており、貴族階級の重要拠点としても機能していた。
またラーン人はラルスヴィーク（de:Ralswiek）に主要な交易地を確立しており、そこではスラヴ人とスカンディナヴィア人が混在していた。11世紀から12世紀にかけてラルスヴィークの住人は近隣で海賊行為を行なっていた。

## 言語
ラーン人は西スラヴ人の言語のうちレヒト諸語に属するポラーブ語を話した。12世紀から15世紀にかけての東方植民により政治と民族の構造が変化し、彼らの言葉は低地ドイツ語に取って変わられた。1404年ラーン語が話せる女性がヤスムント半島で死亡し、ラーン人の言語は死語となった。

## 歴史
955年ラーン人はレクニッツの戦い（en:Battle of Recknitz）にオットー1世 側として参戦し、オボトリート族（en:Obotrites）をレクニッツ川（de:Recknitz）で敗った。ヴェンド人の指導者クルトはラーン出身だったかもしれない。
またラーン人はオボトリート侯ハインリヒの拠点アルト・リューベック（リュビケ、en:Liubice）を襲撃したが、ザクセン人の援軍を得たオボトリート族に撃退された。1123年にラーン人は再びアルト・リューベックを襲撃しハインリヒの息子ヴァルデマールを殺した。1114年か1115年、あるいは1124年か1125年にハインリヒは2,000人から6,000人から成る軍勢を引き連れ、大陸とリュギアを隔てる凍結した海峡を渡る作戦を実行した。ハインリヒが沿岸部の町を荒廃させた後、リュギアの祭司達は大陸に住む遥か東方のスラヴ人達から集めた莫大な賠償金で島を返還するように交渉し、春に両者は合意に達した。しかし1127年ハインリヒの死後の内紛によりラーン人はオボトリート侯の支配から外れ再編された。1128年彼らはアルト・リューベックを侵略しハインリヒの子孫を殺害した。
1137年デンマーク人はラーン人を破り、ラーン人はキリスト教を受け入れると誓わなければならなかった。しかしデンマーク人が引き返すとラーン人は異教に戻った。
1147年ヴェンド十字軍の間、ラーン人の軍勢はデンマーク海軍を攻撃した。ザクセン軍は都合がつくと繰り返しリューゲン島襲撃した。
1168年デンマーク人はラーン人の本拠地アルコナを征服しスラブ人を支配下に入れた。ラーン人はキリスト教に改宗させられ、彼らの神々の木像は燃やされて彼らの土地には修道院や教会が建てられた。これ以降ラーン人の旧領地はデンマーク領ラーン公国（en:Principality of Rugia）になった。